# IMX-101
IMX-101はBAEシステムズとアメリカ陸軍が砲弾用のTNTの代替として開発した混合型の高性能低感度爆薬である。2011年頃には開発が始められた。IMX は "Insensitive Munitions eXplosives"（低感度弾薬用爆薬）の略で、TNT と同等の爆発力を持ちながら、銃撃や即席爆発装置（IED）の爆発、火災や榴弾などの衝撃に対して感度を低く抑えたものになっている。ネバダ州で訓練中の海兵隊員7名が亡くなった事故は、 この新型爆薬が使われていれば起きなかったと考えられている。2013年3月23日に、アメリカ陸軍は BAE に7億8000万ドル相当（年間数百万ポンド分）の IMX-101 を発注した。これはテネシー州のホルストン陸軍弾薬工場で生産される。IMX-101 は1ポンドあたり8ドルで、1ポンドあたり6ドルのTNTより若干高価である。

## 組成
IMX は 2,4-ジニトロアニソール (DNAN) および ニトロトリアザロン (NTO) を含む混合物であり、一般的には DNAN、ニトログアニジン (NQ)、NTO からなる。合成法によっては微量の MNA (n-メチル-p-ニトロアニリン) が含まれることもある。
| ホルストン陸軍弾薬工場で生産される低感度溶填爆薬の一覧 |                       |                 |                        |                                                                                 |
| 名称                                                   | 主成分                | 代替対象        | 用途                   | 評価状況 (2012年時点)                                                           |
| IMX-101                                                | DNAN + NTO + NQ       | TNT             | 砲および大口径弾薬     | 素材：認証済 型式認証：M795 15mm榴弾 済 M1122 155mm砲弾 および 105mm砲弾 実施中 |
| IMX-104                                                | DNAN + NTO + RDX      | コンポジションB | 迫撃砲弾               | 素材：認証済 型式認証：81mm 迫撃砲弾 実施中 60mm / 120mm 迫撃砲弾 実施予定      |
| PAX-48                                                 | DNAN + NTO + HMX      | コンポジションB | 迫撃砲弾および戦車砲弾 | 素材：認証済 型式認証：120mm IM HE-T 弾 済                                      |
| OSX-12                                                 | DNAN + NTO + RDX + Al | PAX-28          | 爆風発生用             | 素材評価中                                                                      |
| PAX-21                                                 | DNAN + RDX + AP + MNA |                 | 60mm M768 迫撃砲弾     | 演習にて使用中                                                                  |
| PAX-41                                                 | DNAN + RDX + MNA      |                 | M-7 スパイダー用炸薬   |                                                                                 |

PAX-28 はRDX、DNAN、アルミニウム粉、過塩素酸アンモニウム、MNA からなるサーモバリック爆薬で、屋内でのRE係数はコンポジションBとの比較で1.62である。OSX-12 は PAX-28 の代替として研究されている。

## 受賞
タイム (雑誌) は IMX-101 を 2010年の発明品ベスト50 に選出した。

## 弾薬製造
コンポジションB と同様に、IMX は熱分解することなく鋳造可能なため、蒸気で熱した取鍋でまとめて溶かしておいたものを弾殻に溶填していくことができる。